# Ischnoptera melasa
Ischnoptera melasa är en kackerlacksart som beskrevs av Walker, F. 1868. Ischnoptera melasa ingår i släktet Ischnoptera och familjen småkackerlackor. Inga underarter finns listade i Catalogue of Life.